# Las Guásimas, San Pedro Lagunillas
Las Guásimas är en ort i Mexiko.   Den ligger i kommunen San Pedro Lagunillas och delstaten Nayarit, i den centrala delen av landet, 600 km väster om huvudstaden Mexico City. Las Guásimas ligger 1 042 meter över havet och antalet invånare är 260.
Terrängen runt Las Guásimas är lite bergig. Runt Las Guásimas är det glesbefolkat, med 19 invånare per kvadratkilometer. Närmaste större samhälle är San Pedro Lagunillas, 8,4 km väster om Las Guásimas. I omgivningarna runt Las Guásimas växer huvudsakligen savannskog.